# 王圭 (元朝)
王圭（？—？），字敬仲，元朝宛陵（今中華人民共和國安徽省宣城）人。他与弟弟王璋齊名，擅長寫五言詩，並与戴表元、郭麟孙等有來往，作品有《敬仲集》。